# Casablanca WCT
Il Casablanca WCT è stato un torneo di tennis facente parte del World Championship Tennis giocato nel 1970 su terra rossa a Casablanca in Marocco.

## Albo d'oro

### Singolare
| Anno | Vincitore     | Finalista     | Punteggio     |
| ---- | ------------- | ------------- | ------------- |
| 1970 | John Newcombe | Andrés Gimeno | 6–4, 6–4, 6–4 |

### Doppio
| Anno | Vincitori                | Finalisti                  | Punteggio |
| ---- | ------------------------ | -------------------------- | --------- |
| 1970 | Mark Cox Graham Stilwell | Marty Riessen Roger Taylor | 6–4, 6–4  |